# Xylocopa aestuans
Xylocopa aestuans là một loài Hymenoptera trong họ Apidae. Loài này được Linnaeus mô tả khoa học năm 1758.